# Канелонес (департамент)
Канелонес — один із департаментів Уругваю, столиця — Канелонес. Знаходиться у південній частині країни, межує з департаментами Монтевідео, Сан-Хосе, Флорида, Лавальєха та Мальдонадо.

## Географія
З географічної, економічної та соціальної точки зору, департамент складається з трьох частин:
- Аграрний регіон: злаки, виноград, овочі та фрукти. Вирощуються ароматичні трави, також є регіони, спеціалізуються на молоці.
- Індустріальний регіон, утворений з міст-сателітів Монтевідео. Головні напрямки - це виробництво продуктів харчування та тютюнових виробів.
- Прибережна зона річки Ла-Плата, в якій зосереджено такі курорти як Шанґріла, Лаґомар, Солімар та Ель-Пінар (входять до складу міста Сьюдад-де-ла-Коста), а також Коста-де-Оро (Золотий берег) з такими курортами як Нептунія, Салінас, Мариндія, Атлантида, Лас-Тоскас, Парке-дель-Плата, Лас-Веґас, Ла-Флореста, Коста-Асуль, Бельйо-Орісонте, Ґуасубіра, Сан-Луїс, Лос-Титанес, Ла-Туна, Арамінда, Санта-Лусія-дель-Есте, Біарріц, Кучілья-Альта, Сьєррас-дель-Мар, Санта-Ана, Бальнеаріо-Аргентино, Пуебло-Суісо, Акапулько, Хауреґіберрі.

### Головні населені пункти департаменту
(Села та міста з населенням понад 1000 осіб. Подано дані перепису населення 2004 року. Джерело: Національний Інститут Статистики)
| Місто/Село         | Населення |
| ------------------ | --------- |
| Аґуас-Коррієнтес   | 1095      |
| Атлантида          | 4580      |
| Барра-де-Карраско  | 4747      |
| Баррос-Бланкос     | 13553     |
| Канелонес          | 25961     |
| Серільйос          | 2080      |
| Сьюдад-де-ла-Коста | 83888     |
| Колонія-Ніколіч    | 8811      |
| Емпальме-Ольмос    | 3978      |
| Хоакін-Суарес      | 6124      |
| Хуаніко            | 1256      |
| Ла-Флореста        | 1109      |
| Ла-Пас             | 19832     |
| Лас-П'єдрас        | 97862     |
| Лас-Тоскас         | 2222      |
| Мариндія           | 2586      |
| Міґес              | 2180      |
| Монтес             | 1713      |
| Нептунія           | 3554      |
| Пандо              | 30132     |
| Парке-дель-Плата   | 5900      |
| Пасо-Карраско      | 15028     |
| Проґресо           | 15775     |
| Салінас            | 6574      |
| Сан-Антоніо        | 1434      |
| Сан-Баутіста       | 1.880     |
| Сан-Хасінто        | 3909      |
| Сан-Луїс           | 1224      |
| Сан-Рамон          | 6992      |
| Санта-Лусія        | 16475     |
| Санта-Роса         | 3660      |
| Саусе              | 5797      |
| Сока               | 1742      |
| Тала               | 4939      |
| Толедо             | 4028      |